# Finale della UEFA Champions League 2016-2017
La finale della 62ª edizione della Champions League si è disputata sabato 3 giugno 2017 al Millennium Stadium di Cardiff tra gli italiani della Juventus e gli spagnoli del Real Madrid.

## Le squadre
| Squadre     | Partecipazioni precedenti (il grassetto indica la vittoria)                             |
| ----------- | --------------------------------------------------------------------------------------- |
| Juventus    | 8 (1973, 1983, 1985, 1996, 1997, 1998, 2003, 2015)                                      |
| Real Madrid | 14 (1956, 1957, 1958, 1959, 1960, 1962, 1964, 1966, 1981, 1998, 2000, 2002, 2014, 2016) |

## Il cammino verso la finale
La Juventus di Massimiliano Allegri, qualificata come testa di serie del proprio girone in quanto vincitrice della Serie A 2015-2016, viene inserita nel gruppo H insieme agli spagnoli del Siviglia, campioni uscenti dell'Europa League, ai francesi dell'Olympique Lione e ai croati della Dinamo Zagabria. Con quattordici punti, frutto di quattro vittorie e due pareggi e con sole due reti incassate, i bianconeri si qualificano al primo posto nel girone. Agli ottavi di finale vengono sorteggiati i lusitani del Porto, battuti con un risultato complessivo di 3-0 tra andata e ritorno. Ai quarti l'urna di Nyon accoppia il club italiano agli spagnoli del Barcellona, in una rievocazione della finale della UEFA Champions League 2014-2015. A Torino i padroni di casa vincono 3-0, seguito dal pareggio a reti inviolate del Camp Nou. In semifinale i francesi del Monaco, capaci di eliminare avversari del calibro di Borussia Dortmund e Manchester City, sono sconfitti dai bianconeri 2-0 davanti al proprio pubblico e 2-1 allo Juventus Stadium.
Il Real Madrid di Zinédine Zidane, campione uscente, è inserito nel gruppo F con Borussia Dortmund, Legia Varsavia e Sporting Lisbona. Con dodici punti, frutto di tre vittorie e tre pareggi, le Merengues si qualificano agli ottavi, classificandosi secondi nel girone. Negli ottavi incontrano gli italiani del Napoli, battuti con il punteggio di 3-1 sia all'andata in casa che al ritorno in trasferta, rimontando in entrambi i casi l'iniziale vantaggio avversario. Nei quarti vengono sorteggiati i tedeschi del Bayern Monaco e anche in questo caso vincono sia all'andata in trasferta (1-2 ancora in rimonta) sia al ritorno in casa (4-2 dopo i tempi supplementari con una tripletta di Cristiano Ronaldo). In semifinale viene sorteggiato l'Atlético Madrid, già incontrato l'anno precedente nella finale di Milano, con le due squadre che si affrontano per il quarto anno consecutivo in Champions League. Nell'andata giocata al Santiago Bernabéu il Real Madrid vince il derby madrileno per 3-0, mentre la sconfitta per 2-1 nel ritorno al Vicente Calderón non intacca l'accesso alla finale.
Le due squadre tornano ad affrontarsi in una finale a distanza di diciannove anni e a due anni di distanza dall'ultimo confronto ufficiale, nella semifinale della Champions League 2014-2015.

### Tabella riassuntiva del percorso
Note: In ogni risultato sottostante, il punteggio della finalista è menzionato per primo. (C: Casa; T: Trasferta)
| Squadra         | Pt | G |
| --------------- | -- | - |
| Juventus        | 14 | 6 |
| Siviglia        | 11 | 6 |
| Olympique Lione | 8  | 6 |
| Dinamo Zagabria | 0  | 6 |

| Squadra           | Pt | G |
| ----------------- | -- | - |
| Borussia Dortmund | 14 | 6 |
| Real Madrid       | 12 | 6 |
| Legia Varsavia    | 4  | 6 |
| Sporting Lisbona  | 3  | 6 |

## La partita
Il tecnico bianconero, Allegri, schiera la formazione collaudata già in semifinale, escludendo Cuadrado a beneficio di Barzagli per impiegare Dani Alves da ala nel 4-2-3-1. Neppure Zidane, allenatore dei Blancos, si allontana dalle strategie annunciate e resiste alla tentazione di schierare subito Bale, come avrebbe voluto il presidente madridista Florentino Pérez, lasciando in campo invece Isco a sostegno di Ronaldo e Benzema.

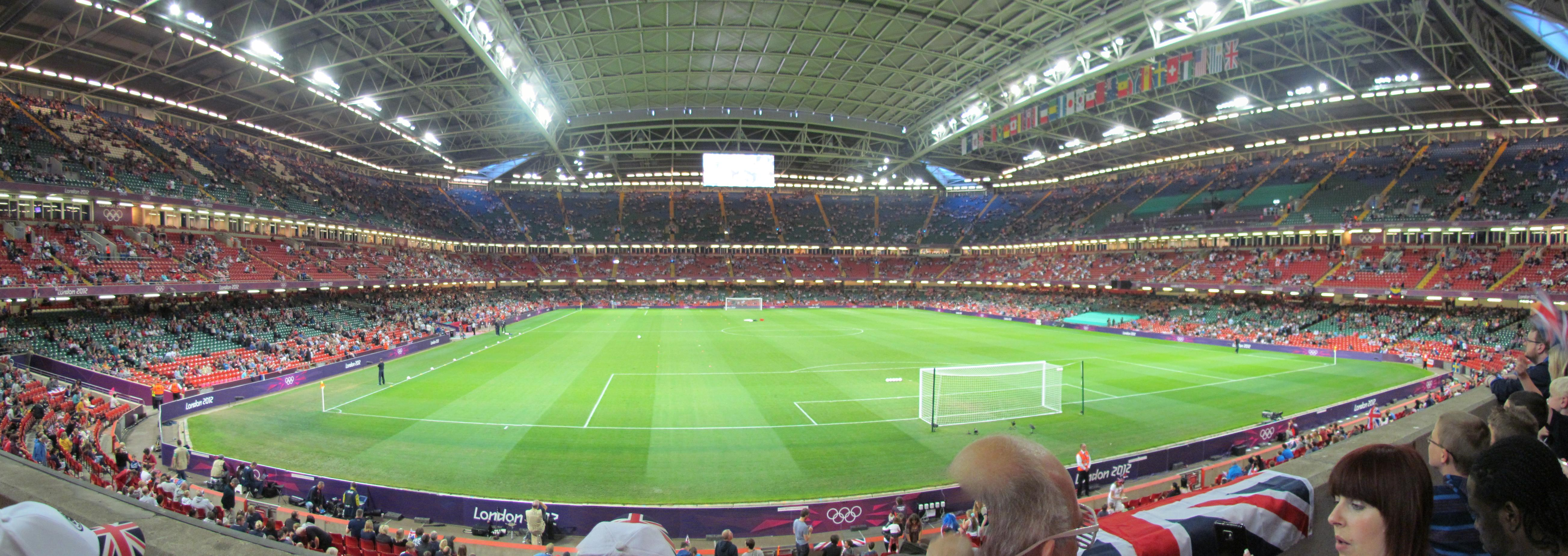
Il Millennium Stadium di Cardiff, teatro della finale.

L'inizio della partita è a favore della Juventus, che costruisce buone occasioni. Al 12° Pjanić impegna severamente Navas, che si allunga e risponde al destro secco del bosniaco. Al 20°, però, un malinteso fra Dybala e Dani Alves in posizione offensiva apre la strada al contropiede madridista: Ronaldo innesca Carvajal, poi ne raccoglie il cross e batte Buffon, grazie anche alla deviazione di Bonucci. La Juventus, dopo un iniziale sbandamento dovuto allo svantaggio, reagisce, trovando il gol del pareggio sette minuti dopo: cross di Sandro su lancio di Bonucci, stop e assist di Higuaín per Mandžukić, abile a superare Navas con una girata acrobatica. Il gol dell'attaccante croato verrà nominato il più bello della manifestazione.
Nel secondo tempo si assiste a una gara totalmente diversa, con la Juventus in difficoltà fin dall'inizio e mai realmente capace di organizzare una vera reazione. Dopo due occasioni per Modrić, bloccato da Buffon, e Marcelo, il Real Madrid ritorna in vantaggio: al 61°, Casemiro raccoglie un pallone fuori area e scocca un tiro che, complice una beffarda deviazione di Khedira, si insacca alle spalle di Buffon. Al 64° Ronaldo si avventa indisturbato su un assist di Modrić (che aveva avviato l'azione con un gran recupero palla) e segna da dentro l'area piccola il gol del 3-1. I cambi di Allegri (Cuadrado per Barzagli, Marchisio per Pjanić e Lemina per Dybala) non deviano la partita dal suo percorso naturale. All'82° Alex Sandro sfiora il palo di testa, poi due minuti dopo Cuadrado viene ammonito per la seconda volta dopo aver toccato Ramos: il capitano dei Blancos accentua vistosamente la caduta e induce l'arbitro all'espulsione del colombiano. In pieno recupero, infine, il neo entrato Asensio raccoglie l'assist di Marcelo e firma la rete del definitivo 4-1.

## Tabellino
| Arbitro: | Felix Brych |

|               |           |                                           |
| Mandžukić 27’ | Marcatori | 20’, 64’ Ronaldo 61’ Casemiro 90’ Asensio |

| Juventus | Real Madrid |

| P                    | 1  | Gianluigi Buffon     |          |     |
| D                    | 15 | Andrea Barzagli      |          | 66’ |
| D                    | 19 | Leonardo Bonucci     |          |     |
| D                    | 3  | Giorgio Chiellini    |          |     |
| C                    | 23 | Dani Alves           |          |     |
| C                    | 5  | Miralem Pjanić       | 66’      | 71’ |
| C                    | 6  | Sami Khedira         |          |     |
| C                    | 12 | Alex Sandro          | 70’      |     |
| C                    | 21 | Paulo Dybala         | 12’      | 78’ |
| A                    | 9  | Gonzalo Higuaín      |          |     |
| A                    | 17 | Mario Mandžukić      |          |     |
| Sostituti:           |    |                      |          |     |
| P                    | 25 | Neto                 |          |     |
| D                    | 4  | Medhi Benatia        |          |     |
| D                    | 26 | Stephan Lichtsteiner |          |     |
| C                    | 7  | Juan Cuadrado        | 72’, 84’ | 66’ |
| C                    | 8  | Claudio Marchisio    |          | 71’ |
| C                    | 18 | Mario Lemina         |          | 78’ |
| C                    | 22 | Kwadwo Asamoah       |          |     |
| Allenatore:          |    |                      |          |     |
| Massimiliano Allegri |    |                      |          |     |

| P               | 1  | Keylor Navas      |       |     |
| D               | 2  | Daniel Carvajal   | 42’   |     |
| D               | 4  | Sergio Ramos      | 31’   |     |
| D               | 5  | Raphaël Varane    |       |     |
| D               | 12 | Marcelo           |       |     |
| C               | 8  | Toni Kroos        | 53’   | 89’ |
| C               | 14 | Casemiro          |       |     |
| C               | 19 | Luka Modrić       |       |     |
| A               | 22 | Isco              |       | 82’ |
| A               | 9  | Karim Benzema     |       | 77’ |
| A               | 7  | Cristiano Ronaldo |       |     |
| Sostituti:      |    |                   |       |     |
| P               | 13 | Kiko Casilla      |       |     |
| D               | 6  | Nacho             |       |     |
| D               | 23 | Danilo            |       |     |
| C               | 16 | Mateo Kovačić     |       |     |
| C               | 20 | Marco Asensio     | 90+1’ | 82’ |
| A               | 11 | Gareth Bale       |       | 77’ |
| A               | 21 | Álvaro Morata     |       | 89’ |
| Allenatore:     |    |                   |       |     |
| Zinédine Zidane |    |                   |       |     |

## Statistiche e record

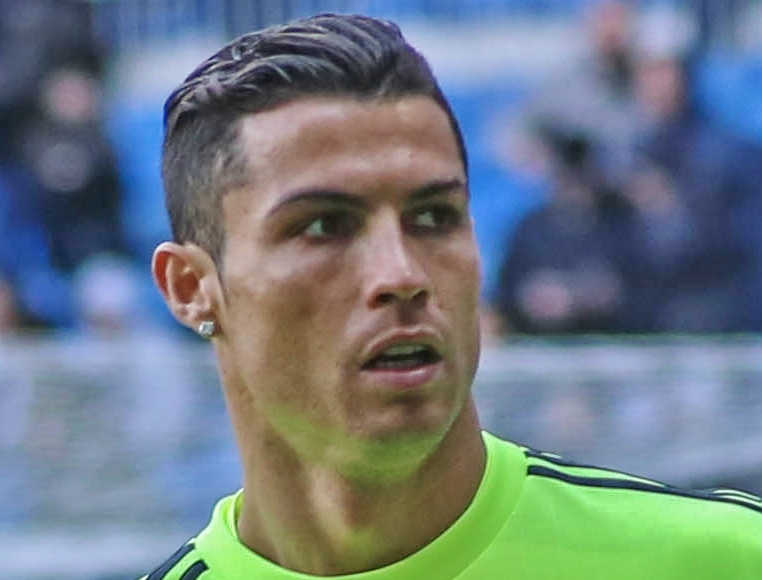
Cristiano Ronaldo

Per il Real Madrid si tratta del dodicesimo titolo nella storia della competizione, il terzo negli ultimi quattro anni. La squadra di Zidane, inoltre, diventa la prima a vincere il trofeo per due volte consecutive dall'istituzione della Champions League. L'ultimo a riuscire in questa impresa fu il Milan di Sacchi nell'edizione 1989-1990, ma si trattava ancora di Coppa dei Campioni, visto che la Champions League nacque a partire dall'edizione 1992-1993.
Con questo successo, inoltre, la squadra madridista realizza il primo double Campionato-Champions dalla stagione 1957-58, terzo complessivo della sua storia.

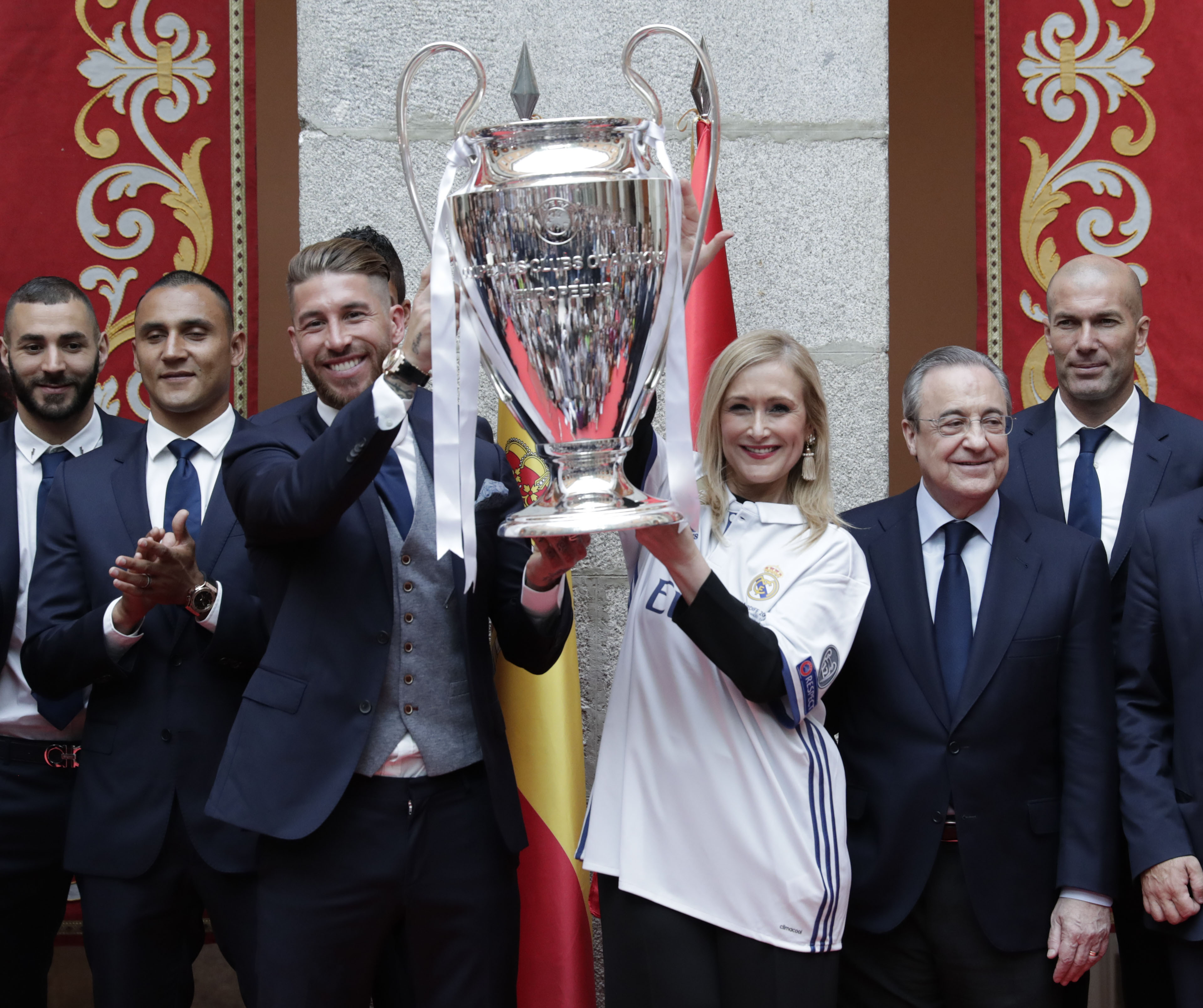
La squadra del Real Madrid in visita alla Real Casa de Correos, sede della Presidenza della Comunità di Madrid

Per la Juventus è invece la settima finale persa su nove disputate (record assoluto), la quinta di fila: con questo risultato ha eguagliato il record negativo del Benfica, che ne aveva perse cinque consecutivamente tra il 1963 ed il 1990, quando la competizione era ancora denominata Coppa dei Campioni. Prima di questa edizione, inoltre, nessuna squadra italiana era mai stata battuta in finale con più di 2 reti di scarto.
Con la doppietta realizzata in finale, Cristiano Ronaldo viene nominato Man of the Match della finale. Il portoghese, inoltre, si laurea capocannoniere del torneo per la quinta stagione consecutiva (sesta nella sua carriera), con un bottino di 12 gol, e diventa il primo giocatore capace di segnare in tre finali di Champions League (considerando anche la Coppa dei Campioni, solo Alfredo Di Stéfano riuscì a fare meglio, andando a segno in cinque finali).
Questa finale, inoltre, è stata la prima nella storia della competizione a essere giocata al chiuso. L'UEFA infatti decise di attivare il tetto del Millennium Stadium per evitare il pericolo di eventuali attacchi terroristici attraverso l'utilizzo di droni, oltre alle altre importanti misure di sicurezza attuate in seguito all'attentato di Manchester, avvenuto pochi giorni prima durante il concerto di Ariana Grande.

## Incidenti a Torino
Appena dopo il secondo goal del Real Madrid, alle ore 22:15 circa, un non precisato allarme ha causato il panico tra gli astanti a Torino in Piazza San Carlo che assistevano alla partita dal maxischermo. La calca ha causato la morte di due donne e un uomo e più di 1 500 feriti, di cui otto gravi.